# HD 141937 b
HD 141937 b는 목성질량 9.7배의, 2002년 8월 발견된 외계 행성이다. 궤도 경사각이 밝혀지지 않았기 때문에 b의 질량은 최솟값이다. 따라서 정확한 질량이 알려질 경우 b는 행성이 아니라 갈색 왜성일 가능성이 있다.
행성의 궤도 이심률은 41퍼센트이며, 평균 거리는 태양과 지구 간격의 1.5배 정도 된다. 어머니 항성을 한 바퀴 도는 데에는 653일 걸린다.

## 같이 보기
- HD 142022 Ab
- HD 142415 b
- HD 162020 b
- HD 168443 c
- HD 202206 b

## 참고 문헌
- Udry;  외. (2002). “The CORALIE survey for southern extra-solar planets VIII. The very low-mass companions of HD141937, HD162020, HD168443, HD202206: brown dwarfs or superplanets?”. 《Astron. & Astrophys.》 (영어) 390: 267–279.